# Dipartimento di Matamey
Il dipartimento di Matamey è un dipartimento del Niger facente parte della regione di Zinder. Il capoluogo è Matamey.

## Geografia antropica
Il dipartimento di Matamey è suddiviso in 9 comuni:

### Comuni urbani
- Matamey

### Comuni rurali
- Dan-Barto
- Daouche
- Doungou
- Ichirnawa
- Kantche
- Kourni
- Tsaouni
- Yaouri